# Пиатра (Стоенешти)
Пиатра (рум. Piatra) насеље је у Румунији у округу Арђеш у општини Стоенешти. Oпштина се налази на надморској висини од 770 m.

## Становништво
Према подацима из 2002. године у насељу је живело 538 становника, од којих су сви румунске националности.